# 伯吉斯冰川
伯吉斯冰川（英語：Burgess Glacier），是南極洲的冰川，位於沙克爾頓海岸，全長13公里，流經奧特韋山，最終注入米爾斯特里姆冰川，以美國研究隊的物理學家命名，現時由南極條約體系管理。